# Паули Арбарей
Пау̀ли Арбарѐй (на италиански и на сардински: Pauli Arbarei) е село и община в Южна Италия, провинция Южна Сардиния, автономен регион и остров Сардиния. Разположено е на 140 m надморска височина. Населението на общината е 648 души (към 2010 г.).